# Ichthyborus quadrilineatus
Ichthyborus quadrilineatus är en fiskart som först beskrevs av Pellegrin, 1904.  Ichthyborus quadrilineatus ingår i släktet Ichthyborus och familjen Distichodontidae. IUCN kategoriserar arten globalt som nära hotad. Inga underarter finns listade i Catalogue of Life.